# 日比野商店街

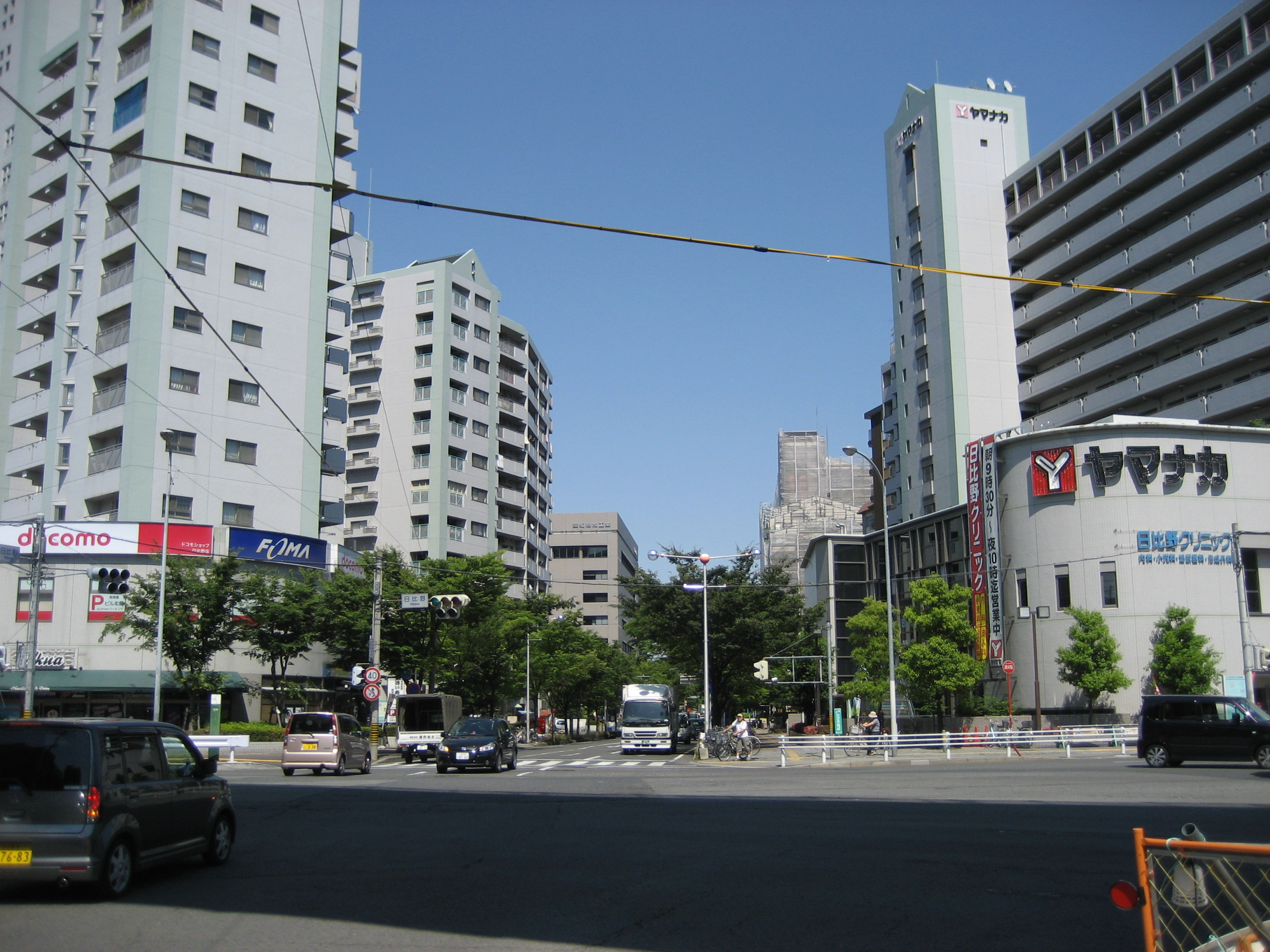
日比野交差点

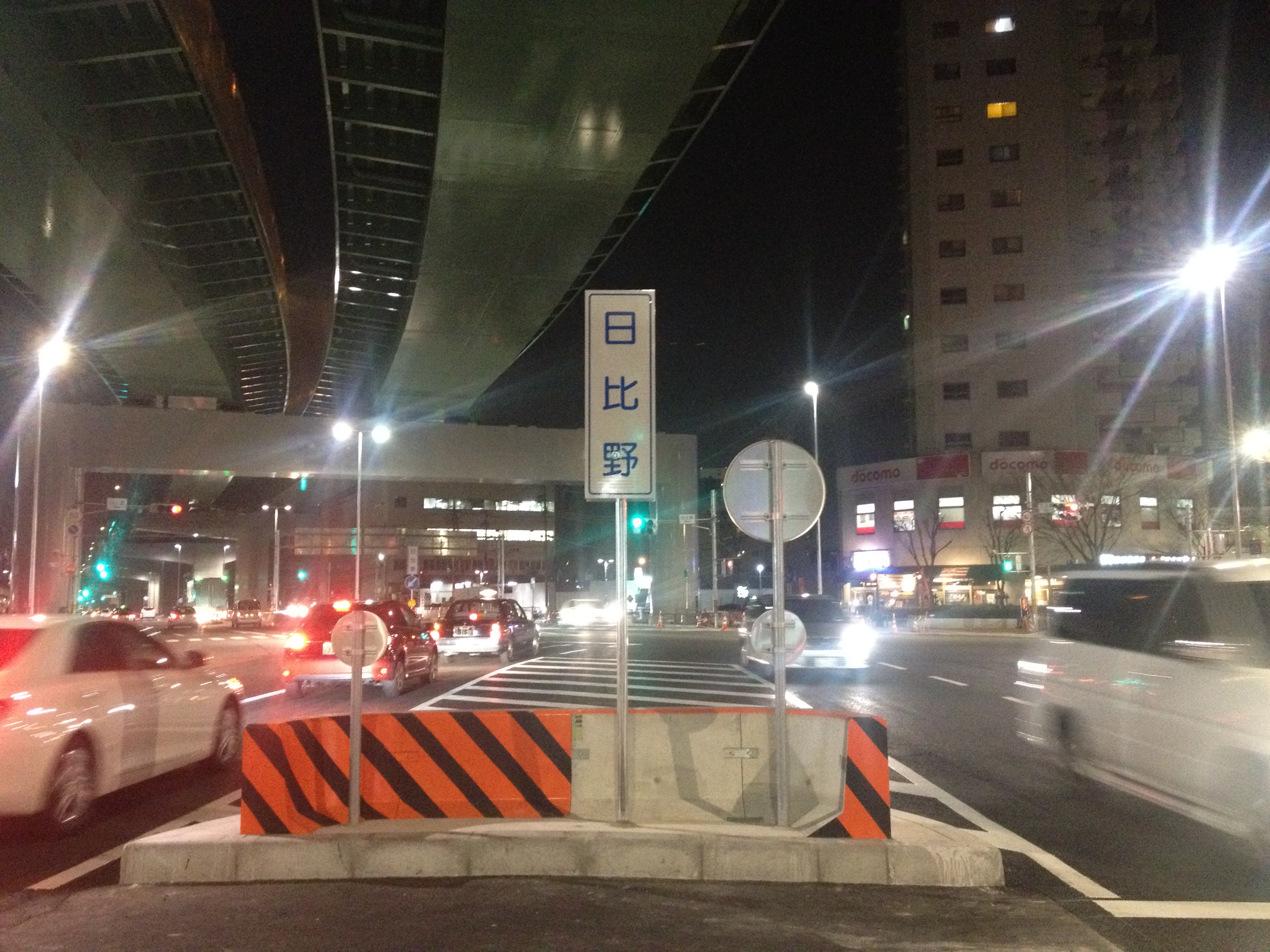
夜の日比野交差点

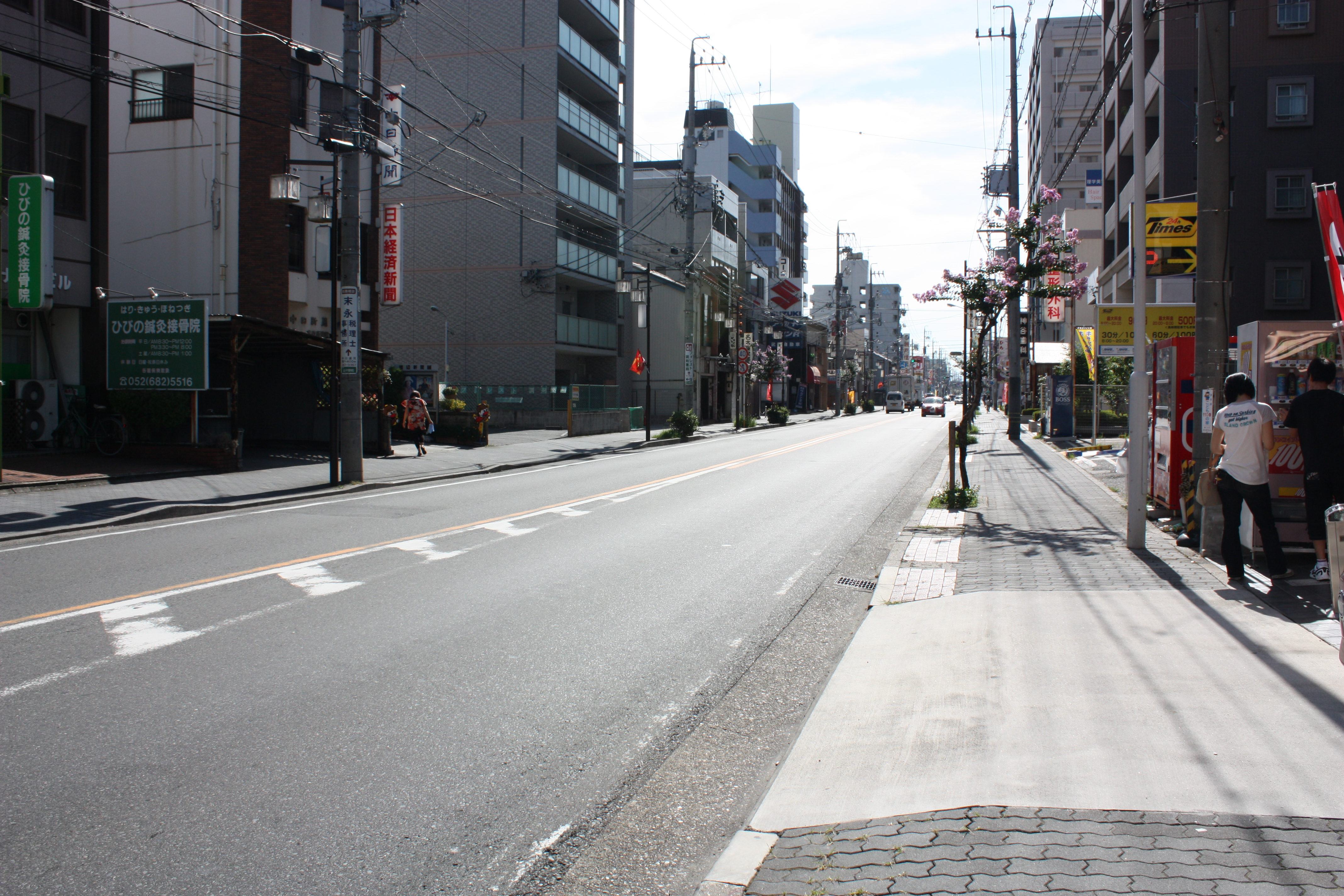
日比野商店街（西側）

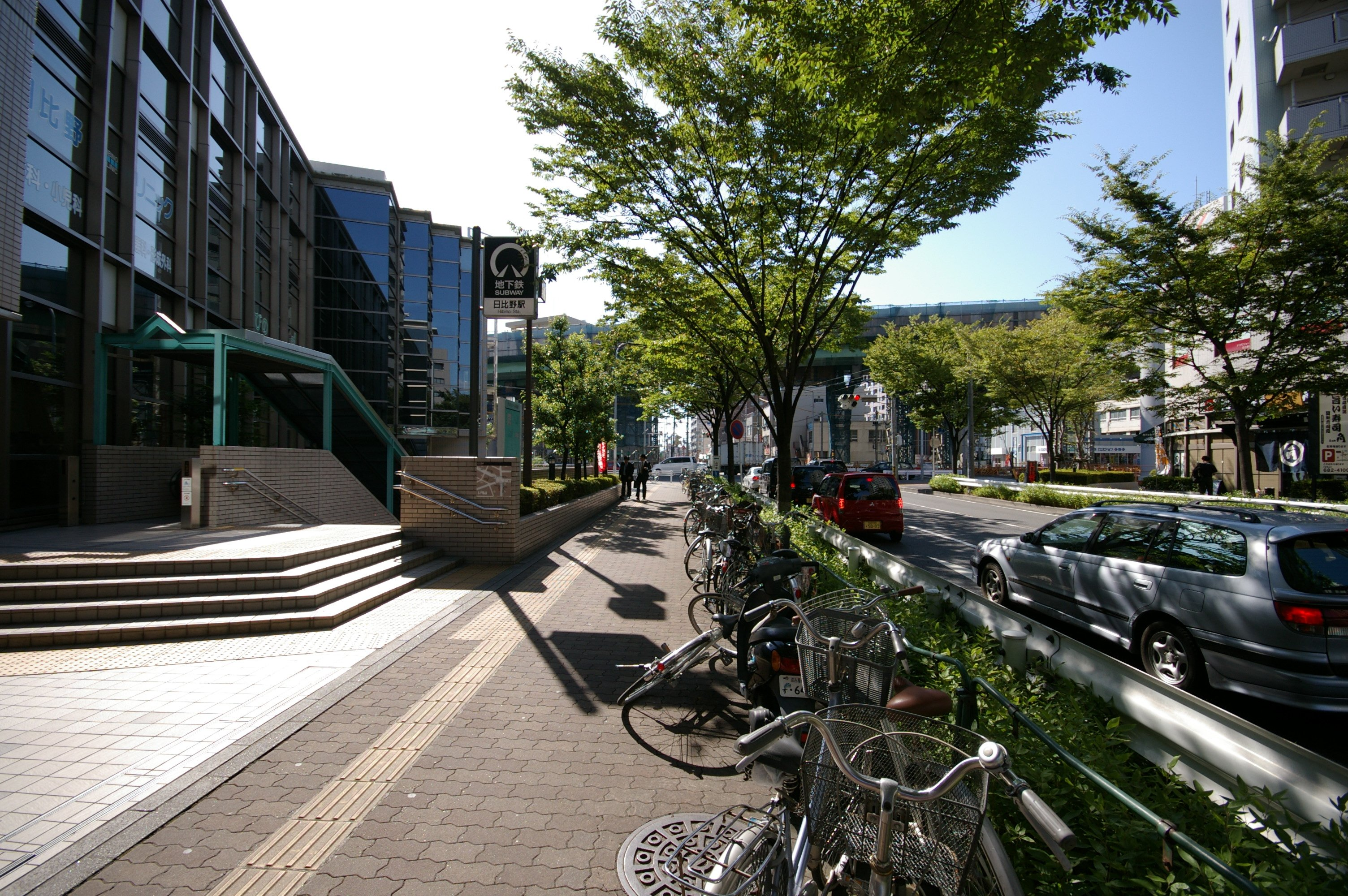
日比野駅1番出口

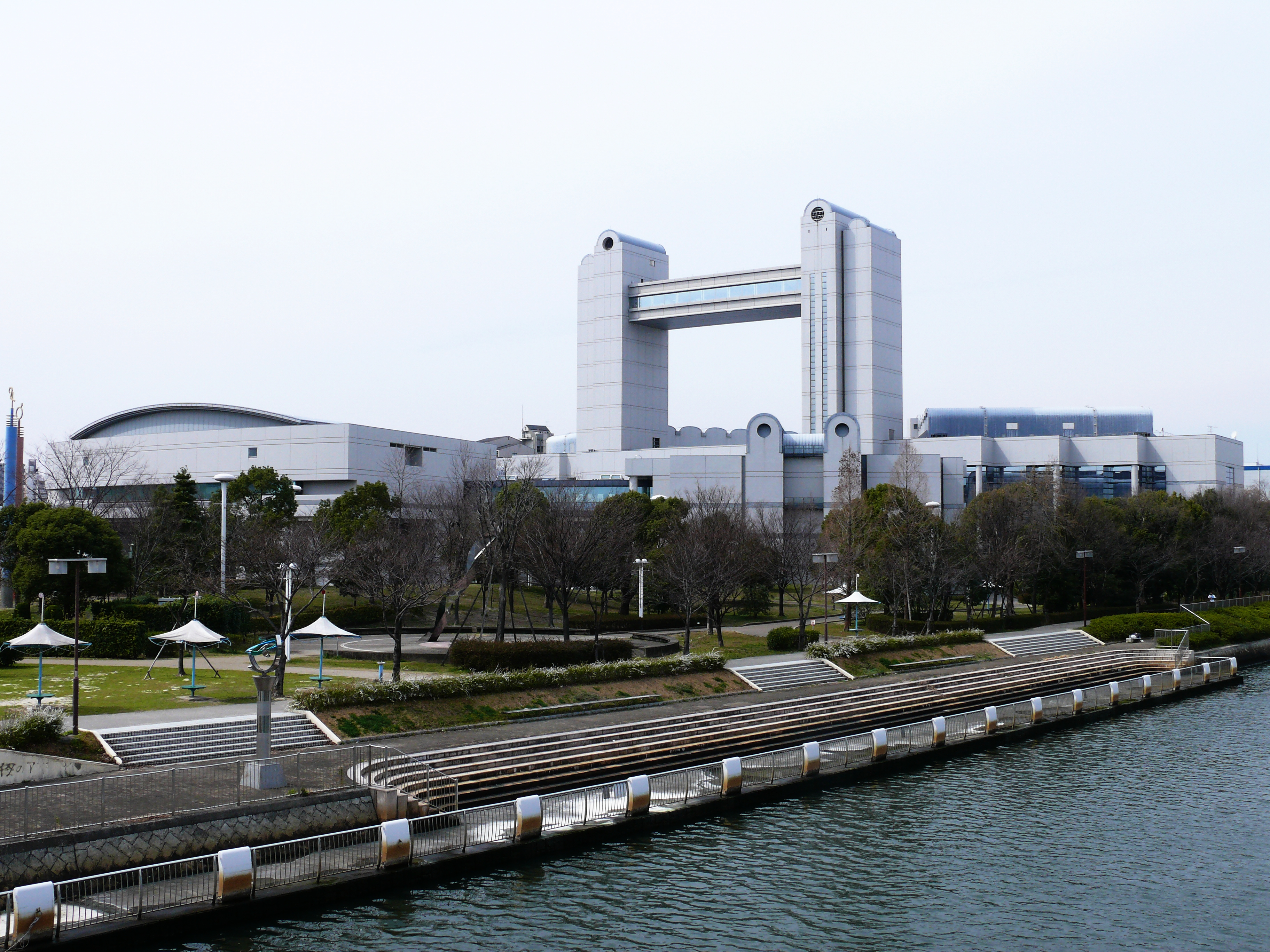
名古屋国際会議場

日比野商店街（ひびのしょうてんがい）は、愛知県名古屋市熱田区にある商店街である。

## 概要
商店街を構成する組合である日比野商店街振興組合は、1991年（平成3年）に設立された、熱田区内の商店街の中でも一番新しい商店街である。
名古屋市営地下鉄名港線の日比野駅がある日比野交差点を中心に、四方に広がり店舗が連なっている。
また、2007年（平成19年）の名古屋学院大学の熱田区白鳥への移転に伴う学生と商店街との取り組みや、それに伴う加盟店舗数増加などの成長もあり、2009年（平成21年）には愛知県の活性化モデル商店街の認定を受けている。

## 周辺
- 名古屋国際会議場
- 白鳥公園
  - 白鳥庭園
- 熱田神宮公園
  - 熱田球場
- 名古屋市中央卸売市場
- 大名古屋食品卸センター
- 名古屋学院大学：白鳥学舎・日比野学舎
- 名古屋市立大宝小学校
- 愛知機械工業：本社
- アイホン：本社
- ネッツトヨタ中京：本社